# Négy tesó
A Négy tesó (eredeti cím: Four Brothers) 2005-ben bemutatott amerikai bűnügyi akciófilm, melyet John Singleton rendezett. A főszerepben Mark Wahlberg, Tyrese Gibson, André Benjamin és Garrett Hedlund látható. A filmet a michigani Detroitban és a torontoi nagyvárosokban forgatták.

## Rövid történet
Amikor nevelőanyjukat egy bolti rablás során lelövik, a „négy tesó” saját maga veszi kézbe az ügyet és elkezdik keresni a gyilkosokat.

## Cselekmény
Nevelőanyjuk, Evelyn Mercer (Fionnula Flanagan) látszólag véletlenszerű meggyilkolása után, ami egy vegyesboltban történt, négy testvér hazatér Detroitba, hogy kiderítsék, mi történt. Eredetileg azt gondolják, hogy a bűntény egyszerű rablás volt, de a testvérek rájönnek, hogy a rablás csak álca volt egy bérgyilkossághoz, amit Evelyn követett el. E felfedezés után a testvérek felkutatják a bérgyilkosokat, akik megölték Evelynt. 
Másnap a Detroiti Rendőrségen Green hadnagy (Terrence Howard) és Fowler nyomozó (Josh Charles) szembesítik a testvéreket a gyilkosságokkal. Green hadnagy figyelmezteti őket, hogy az Evelyn ügybe való beavatkozásuk nem tanácsos. Miután szembesítik Jeremiah-t a bukott vállalkozása és Evelyn életbiztosításából való részesedése miatt, a testvérek az események némileg eltérő verzióját hallják. Jeremiah tájékoztatja őket, hogy az építőipari cége éppen azért bukott meg, mert nem keveredett össze a bandafőnök Victor Sweet (Chiwetel Ejiofor) bűnözőivel, és ahhoz, hogy egy projekt sikeres legyen, ki kellett fizetni a megfelelő embereket, amit kezdetben nem tett meg. Azért, hogy helyreállítsa az üzletét és levegye magáról a nyomást, megpróbálta kifizetni Sweet csatlósait. Ami az életbiztosítást illeti, Jeremiah elmagyarázza, hogy a pénz közvetlenül hozzá került, mert ő fizette Evelyn összes számláját, amíg a többi testvér nem volt a közelben.
Visszatérve az otthonukba, a Jeremiah-val való összetűzés során Sweet emberei megtámadják a testvéreket. Jacket a támadás során lelövik és meghal. Bobbynak és Angelnek sikerül visszaverniük a fegyvereseket Bobby sörétes puskájával, Angel pedig kettős pisztolyával. Bobby megtalálja az egyik fegyverest, aki még életben van, és kikérdezi arról, hogy ki küldte őket. 
Amikor Green hadnagy megérkezik, azt mondja nekik, hogy ne aggódjanak a jogi következmények miatt, és biztosítja őket, hogy az esetet önvédelemként fogják elkönyvelni. Arról is tájékoztatja őket, hogy Evelyn korábban rendőrségi feljelentést tett Victor Sweetről és annak Jeremiah ügyeibe való belekeveredéséről, és a társa, Fowler nyomozó továbbította a feljelentést Sweetnek. Green figyelmezteti a testvéreket, hogy maradjanak ki az ügyből, és hagyják, hogy ő intézze el Fowlert, aztán majd együtt dolgoznak Sweet ellen. 
Később egy bárban Green szembeszáll Fowlerrel, megüti és felszólítja Fowlert, hogy adja le a jelvényét. Kisétálnak a bárból, és Fowler megöli Greent, majd felhívja a diszpécsert, azt állítva, hogy két támadó rálőtt Greenre.
A megmaradt testvérek tervet eszelnek ki, hogy az anyjuk életbiztosításából származó 400.000 dollárral ki tudják vásárolni Victor Sweetet. Amikor Sweet elfogadja, Angel elindul Fowlerékhez. Fowlerhez érve lekapcsolja a férfit. Jeremiah ezután Sweethez megy, míg Angel barátnője, Sofi a rendőrségre megy, ahol elmondja a rendőröknek, hogy Angel egy rendőr megölését tervezi. A távolból szirénákat hallva Fowler azt hiszi, hogy Angelért jönnek, amíg Angel ki nem nyitja a kabátját, amiből egy titkos lehallgató készülék kerül elő. Angel azt állítja, hogy az egész beszélgetést felvették, beleértve Fowler beismerését, hogy ő ölte meg Greent. A rendőrség teljes létszámban megérkezik Fowlerhez, ekkor Fowler fölénybe kerül Angellel szemben. Fowler a fegyverét Angel fejére szegezve szól a kint lévő rendőröknek, hogy vonuljanak vissza, és hiába könyörögnek, hogy valójában azért vannak ott, hogy megmentsék, Fowler úgy dönt, hogy a sorsa megpecsételődött, tüzet nyit a rendőrökre, akik viszonozzák a tüzet, és megölik őt.
Eközben a befagyott St. Clair-tavon Jeremiah találkozik Sweettel, és elárulja, hogy a 400.000 dollárral Sweet csatlósait akarja kifizetni, akik már elkeseredtek vele szemben, mert nyilvánvalóan rosszul bánt velük, cserébe Sweet megöléséért. Sweet dühösen követeli, hogy ki lesz az, aki megöli őt, éppen akkor, amikor Bobby megjelenik. Bobby és Sweet közelharcba keveredik, amelynek során Bobby a hokijátékos képességeit használja, hogy fölénybe kerüljön, és Sweetet eszméletlenre verje. Egykori csatlósai megpecsételik Sweet sorsát, és egy jégbe vájt lyukba dobják. 
A három testvért, akiket rendőrségi őrizetbe vesznek, megverik, hogy megpróbálják rávenni őket beismerő vallomásra Victor Sweet meggyilkolásának ügyében, de ők semmit sem mondanak. Hazatérve nekilátnak, hogy rendbe hozzák anyjuk házát, és folytassák közös életüket.

## Szereplők
(A magyar hangok a szereposztás mellett feltüntetve)
- Mark Wahlberg – Bobby Mercer – Széles Tamás
- Tyrese Gibson – Angel Mercer – Galambos Péter
- André Benjamin – Jeremiah Mercer – Kálloy Molnár Péter
- Garrett Hedlund – Jack Mercer – Csőre Gábor
- Terrence Howard – Green hadnagy – Haás Vander Péter
- Josh Charles – Fowler nyomozó – Tarján Péter
- Sofía Vergara – Sofi – Pikali Gerda
- Chiwetel Ejiofor – Victor Sweet – Ifj. Jászai László
- Fionnula Flanagan – Evelyn Mercer – Dallos Szilvia
- Taraji P. Henson – Camille Mercer – Grúber Zita
- Jernard Burks – Evan – Faragó András
- Barry Shabaka Henley – Douglas tanácsos – Kardos Gábor
- Lyriq Bent – Damian – Dévai Balázs
- Adam Beach – főnök az építkezésen – Seder Gábor

## Számlista
- "Somebody to Love" – Jefferson Airplane
- "Trouble Man" – Marvin Gaye
- "Cloud Nine" – The Temptations
- "What U Gon' Do" – Lil Jon és The East Side Boyz (közr. Lil Scrappy)
- "Dancing Machine" – The Jackson Five
- "'T' Plays It Cool" – Marvin Gaye
- "Take A Look Around" – The Temptations
- "Shake Me, Wake Me (When It's Over)" – The Four Tops
- "Shallow" – Porcupine Tree
- "Get Back" – Subway to Venus
- "Oh Boy" – Eastside Chedda Boyz
- "Plastic Jesus" – Ed Rush és George Cromarty
- "Ride Out" – Blade Icewood
- "Papa Was a Rollin' Stone" – The Temptations
- "Inner City Blues (Make Me Wanna Holler)" – Marvin Gaye
- "Got That Fire" – Mycale
- "Dum Da Dum" – 2Xl
- "Jesus Walks" – Kanye West
- "In The Thick" – The Co-Stars
- "Motown Flava" – Spooky and The Chunk
- "After Dark" – The Co-Stars
- "Cleo's Apartment" – Marvin Gaye
- "Smiling Faces Sometimes" – The Undisputed Truth
- "Do It Baby" – The Miracles
- "Knucklehead" – Grover Washington Jr.
- "World's Gonna End" – Josh Rifkin, Ben Levine, Chris Steele és Dave Hemann
- "Brother's Gonna Work It Out" – Willie Hutch
- "Für Elise" (stáblistán nem szerepel), szerzője Ludwig van Beethoven

## Megjelenés
A Négy tesó 2005. augusztus 12-én jelent meg az Amerikai Egyesült Államokban.
A film 2005. december 20-án jelent meg VHS-en és DVD-n külön szélesvásznú és teljes képernyős változatban.

## Bevétel
A film világszerte 92,5 millió dolláros bevételt hozott a 30 milliós költségvetésével szemben.

## Folytatás
Egy 2010-es cikk szerint a Paramount Pictures folytatást tervez a filmhez, amelyben Mark Wahlberg visszatérne, hogy újra eljátssza szerepét. A forgatókönyvet David Elliot és Paul Lovett írná.
2020-ban Tyrese Gibson Instagram-oldalán közzétett bejegyzésében az énekes és színész azt állítja, hogy készül a folytatás forgatókönyve, az Öt tesó (Five Brothers) címmel.

## Fordítás
- Ez a szócikk részben vagy egészben  a   Four Brothers (film) című angol Wikipédia-szócikk fordításán alapul.  Az eredeti cikk szerkesztőit annak laptörténete sorolja fel. Ez a jelzés csupán a megfogalmazás eredetét és a szerzői jogokat jelzi, nem szolgál a cikkben szereplő információk forrásmegjelöléseként.